# Station Bydgoszcz Wąskotorowa
Station Bydgoszcz Wąskotorowa is een spoorwegstation in de Poolse plaats Bydgoszcz.